# Aldo Cruz
Aldo Jafid Cruz Sánchez (24 de septiembre de 1997, Morelia, Michoacán, México) es un futbolista mexicano origen libanes que juega como defensa y su actual equipo es el Atlético San Luis de la Liga MX.

## Trayectoria

### Inicios y Club América
A la edad de 10 años, ingresó a las Fuerzas Básicas del Club Plateros, un equipo de la Tercera División de México donde empezó jugando con las categorías inferiores al tener buenas actuaciones, fue visoriado por un agente del Club Puebla, donde le hicieron una invitación con permiso de sus padres para irse a probar con las Fuerzas Básicas.[cita requerida]
En el año 2014, al pasar las pruebas fue enviado a la categoría Sub-15 y de ahí pasó a las otras categorías inferiores.
En el año 2016, al destacar con el Club Puebla, fue visoriado por un visor del Club América y fue traspasado por 15 mil pesos para estar con las Águilas.

## Estadísticas
Actualizado el 31 de mayo de 2025.
| Equipo                           | Div.                | Temporada           | Liga     | Liga  | Copa Nacional(1) | Copa Nacional(1) | Copa Internacional | Copa Internacional | Total    | Total |
| Equipo                           | Div.                | Temporada           | Partidos | Goles | Partidos         | Goles            | Partidos           | Goles              | Partidos | Goles |
| C. América · México              | 1.ª                 | 2017-18             | 3        | 0     | 1                | 0                | -                  | -                  | 4        | 0     |
| C. América · México              | Total               | Total               | 3        | 0     | 1                | 0                | 0                  | 0                  | 4        | 0     |
| C. F. Lobos BUAP · México        | 1.ª                 | 2018-19             | 34       | 0     | 0                | 0                | -                  | -                  | 34       | 0     |
| C. F. Lobos BUAP · México        | Total               | Total               | 34       | 0     | 0                | 0                | 0                  | 0                  | 34       | 0     |
| C. Tijuana · México              | 1.ª                 | 2019-20             | 19       | 0     | 4                | 0                | -                  | -                  | 23       | 0     |
| C. Tijuana · México              | 1.ª                 | 2020                | 12       | 0     | 2                | 0                | -                  | -                  | 14       | 0     |
| C. Tijuana · México              | Total               | Total               | 31       | 0     | 6                | 0                | 0                  | 0                  | 37       | 0     |
| Tigres de la UANL · México       | 1.ª                 | 2021                | 6        | 0     | -                | -                | -                  | -                  | 6        | 0     |
| Tigres de la UANL · México       | 1.ª                 | 2021-22             | 8        | 0     | -                | -                | -                  | -                  | 8        | 0     |
| Tigres de la UANL · México       | Total               | Total               | 14       | 0     | 0                | 0                | 0                  | 0                  | 14       | 0     |
| C. Atlético de San Luis · México | 1.ª                 | 2022-23             | 16       | 0     | -                | -                | -                  | -                  | 16       | 0     |
| C. Atlético de San Luis · México | 1.ª                 | 2024                | 10       | 1     | -                | -                | -                  | -                  | 10       | 1     |
| C. Atlético de San Luis · México | 1.ª                 | 2024-25             | 34       | 0     | -                | -                | 1                  | 0                  | 35       | 0     |
| C. Atlético de San Luis · México | Total               | Total               | 60       | 1     | 0                | 0                | 1                  | 0                  | 61       | 1     |
| F. C. Juárez · México            | 1.ª                 | 2023                | 11       | 0     | -                | -                | 3                  | 0                  | 14       | 0     |
| F. C. Juárez · México            | Total               | Total               | 11       | 0     | 0                | 0                | 3                  | 0                  | 14       | 0     |
| Total en su carrera              | Total en su carrera | Total en su carrera | 153      | 1     | 7                | 0                | 4                  | 0                  | 164      | 1     |
| (1) Incluye datos de la Copa MX. |                     |                     |          |       |                  |                  |                    |                    |          |       |

## Selección nacional

### Sub-22
En 2019 Cruz fue incluido en la lista de jugadores que representaran a México en el Torneo de Fútbol Masculino de los Juegos Panamericanos de 2019.

### Participaciones en selección nacional
| Torneo                              | Categoría                           | Sede                                | Resultado                           | Partidos | Goles |
| ----------------------------------- | ----------------------------------- | ----------------------------------- | ----------------------------------- | -------- | ----- |
| Juegos Panamericanos 2019           | Sub-22                              | Perú                                | En Disputa                          | 1        | 0     |
| Total parcial en selección nacional | Total parcial en selección nacional | Total parcial en selección nacional | Total parcial en selección nacional | 1        | 0     |